# Rot-Weiss Essen 1977-1978
Questa voce raccoglie le informazioni riguardanti il Rot-Weiss Essen nelle competizioni ufficiali della stagione 1977-1978.

## Stagione
Nella stagione 1977-1978 il Rot Weiss Essen, allenato da Hermann Erlhoff e Klaus Quinkert, concluse il campionato di 2. Bundesliga al 2º posto. In Coppa di Germania il Rot Weiss Essen fu eliminato al terzo turno dal Fortuna Düsseldorf.

## Rosa
| N. |                     | Ruolo | Calciatore                 |
| -- | ------------------- | ----- | -------------------------- |
|    | Germania (bandiera) | P     | Heinz Blasey               |
|    | Germania (bandiera) | P     | Roland Spott               |
|    | Germania (bandiera) | D     | Eckhard Berlau-Kirschstein |
|    | Germania (bandiera) | D     | Hartmut Huhse              |
|    | Germania (bandiera) | D     | Dietmar Klinger            |
|    | Germania (bandiera) | D     | Heinz Martens              |
|    | Germania (bandiera) | D     | Gerd Wieczorkowski         |
|    | Germania (bandiera) | D     | Detlef Wiemers             |
|    | Germania (bandiera) | D     | Gerd Wörmer                |
|    | Germania (bandiera) | C     | Siegfried Bönighausen      |

| N. |                     | Ruolo | Calciatore           |
| -- | ------------------- | ----- | -------------------- |
|    | Germania (bandiera) | C     | Hans Dörre           |
|    | Germania (bandiera) | C     | Peter Ehmke          |
|    | Germania (bandiera) | C     | Günter Fürhoff       |
|    | Germania (bandiera) | C     | Jürgen Kaminsky      |
|    | Germania (bandiera) | C     | Wolfgang Patzke      |
|    | Belgio (bandiera)   | A     | André de Nul         |
|    | Germania (bandiera) | A     | Horst Hrubesch       |
|    | Germania (bandiera) | A     | Frank Mill           |
|    | Germania (bandiera) | A     | Hans-Jürgen Sperlich |

## Organigramma societario
Area tecnica
- Allenatore: Klaus Quinkert
- Allenatore in seconda:
- Preparatore dei portieri:
- Preparatori atletici:

## Calciomercato

### Sessione estiva
| Acquisti | Acquisti             | Acquisti              | Acquisti |
| R.       | Nome                 | da                    | Modalità |
| -------- | -------------------- | --------------------- | -------- |
| A        | André de Nul         | Union Saint-Gilloise  |          |
| D        | Jószef Horváth       | SC YF/Juventus Zürich |          |
| A        | Hans-Jürgen Sperlich | Amburgo               |          |

| Cessioni | Cessioni       | Cessioni           | Cessioni |
| R.       | Nome           | a                  | Modalità |
| -------- | -------------- | ------------------ | -------- |
| C        | Hans Krostina  | Bayern Hof         |          |
| C        | Dieter Bast    | Bochum             |          |
| P        | Ulrich Granzow | Bocholt            |          |
| C        | Werner Lorant  | Saarbrücken        |          |
| A        | Flemming Lund  | Fortuna Düsseldorf |          |
| D        | Klaus Zedler   | Baunatal           |          |

### Sessione invernale
| Acquisti | Acquisti                   | Acquisti           | Acquisti |
| R.       | Nome                       | da                 | Modalità |
| -------- | -------------------------- | ------------------ | -------- |
| D        | Detlef Wiemers             | Schwarz-Weiß Essen |          |
| D        | Dietmar Klinger            | Schwarz-Weiß Essen |          |
| D        | Eckhard Berlau-Kirschstein | Schwarz-Weiß Essen |          |

| Cessioni | Cessioni          | Cessioni          | Cessioni |
| R.       | Nome              | a                 | Modalità |
| -------- | ----------------- | ----------------- | -------- |
| D        | Jószef Horváth    | Rochester Lancers |          |
| D        | Hans-Günter Neues | Kaiserslautern    |          |

## Risultati

### 2. Bundesliga

#### Girone di andata
| Arbitro: | Heitmann |

|                                         |           |                                         |
| Hrubesch 41’, 68’ Sperlich 56’ Mill 85’ | Marcatori | 46’ Möhlmann 55’, 86’ Wolf 70’ Petković |

| Arbitro: | Teichert |

|  |           |              |
|  | Marcatori | 21’ Hrubesch |

| Arbitro: | Waltert |

|                                            |           |  |
| Sperlich 21’ Hrubesch 44’, 82’, 88’ (rig.) | Marcatori |  |

| Arbitro: | Ohmsen |

|                   |           |  |
| Bals 22’ Abel 25’ | Marcatori |  |

| Arbitro: | Eschweiler |

|                                |           |  |
| Wieczorkowski 24’ Hrubesch 80’ | Marcatori |  |

| Arbitro: | Ahlenfelder |

|                                     |           |                          |
| Bachorz 5’ Babington 12’ Hammes 71’ | Marcatori | 30’ Fürhoff 84’ Sperlich |

| Arbitro: | Milkert |

|                                                               |           |  |
| de Nul 6’ Mill 35’ Hrubesch 52’, 57’ (rig.), 78’ Sperlich 86’ | Marcatori |  |

| Arbitro: | Redelfs |

|                                     |           |              |
| Ludwig 41’ Mödrath 44’ Fritsche 60’ | Marcatori | 80’ Hrubesch |

| Arbitro: | Halfter |

|                                                   |           |               |
| Hrubesch 12’, 16’, 72’, 75’ Sperlich 14’ Mill 53’ | Marcatori | 34’ Steinlein |

| Arbitro: | Marchefka |

|            |           |                   |
| Herzog 88’ | Marcatori | 16’, 74’ Hrubesch |

| Arbitro: | Rieb |

|                                                   |           |             |
| Fürhoff 29’ Wieczorkowski 60’ Hrubesch 69’ (rig.) | Marcatori | 73’ Reiners |

| Hannover 22 ottobre 1977 12ª giornata | Arminia Hannover | 0 – 0 referto | Rot-Weiss Essen | Stadion am Bischofsholer Damm (4 200 spett.)\| Arbitro: \| Reichmann \| |
| Arbitro:                              | Reichmann        |               |                 |                                                                         |

| Arbitro: | Kornrumpf |

|           |           |          |
| Laube 57’ | Marcatori | 59’ Mill |

| Arbitro: | Horstmann |

|                                                    |           |          |
| Wieczorkowski 43’ Fürhoff 50’ Mill 70’ Martens 75’ | Marcatori | 9’ Runge |

| Arbitro: | Ebner |

|             |           |  |
| Finnern 57’ | Marcatori |  |

| Arbitro: | Glasneck |

|                                 |           |            |
| Hrubesch 63’ Mill 68’ Ehmke 79’ | Marcatori | 88’ Schütt |

| Arbitro: | Kindervater |

|                          |           |          |
| Wieczorkowski 29’ (aut.) | Marcatori | 35’ Mill |

| Arbitro: | Retzmann |

|                                  |           |                          |
| Hrubesch 23’, 63’, 82’ Ehmke 45’ | Marcatori | 46’, 49’ Stradt 71’ Kehr |

| Arbitro: | Teichert |

|          |           |                     |
| Lenz 47’ | Marcatori | 76’ (rig.) Hrubesch |

#### Girone di ritorno
| Arbitro: | Redelfs |

|                       |           |  |
| Möhlmann 30’ Mall 86’ | Marcatori |  |

| Arbitro: | Brückner |

|                                     |           |              |
| Hrubesch 37’, 69’ Wieczorkowski 41’ | Marcatori | 36’ Milewski |

| Arbitro: | Ohmsen |

|                                     |           |                                      |
| Klausmann 20’, 35’ (rig.) Nover 72’ | Marcatori | 22’, 31’ (rig.) Hrubesch 69’ Klinger |

| Arbitro: | Gabriel |

|           |           |                |
| Ehmke 34’ | Marcatori | 13’, 70’ Höfer |

| Arbitro: | Heitmann |

|                         |           |                              |
| Rnic 15’ Eilenfeldt 49’ | Marcatori | 65’ Bönighausen 83’ Hrubesch |

| Arbitro: | Assenmacher |

|                 |           |           |
| Bönighausen 45’ | Marcatori | 85’ Drews |

| Arbitro: | Risse |

|                  |           |  |
| Pröpper 63’, 78’ | Marcatori |  |

| Arbitro: | Waltert |

|                   |           |             |
| Hrubesch 70’, 83’ | Marcatori | 80’ Mödrath |

| Arbitro: | Horeis |

|  |           |             |
|  | Marcatori | 3’ Sperlich |

| Arbitro: | Uhlig |

|                                           |           |                          |
| Hrubesch 31’ Sperlich 32’ Bönighausen 59’ | Marcatori | 66’ Herzog 81’ Bruckmann |

| Arbitro: | Herrmann |

|                                 |           |                                  |
| Jürgens 23’, 45’ Offermanns 80’ | Marcatori | 12’ (rig.) Hrubesch 77’ Sperlich |

| Arbitro: | Lins |

|                                                   |           |  |
| Dörre 2’, 81’ Bönighausen 37’ Hrubesch 89’ (rig.) | Marcatori |  |

| Arbitro: | Kaiser |

|                      |           |  |
| Hrubesch 4’ Mill 89’ | Marcatori |  |

| Arbitro: | Roth |

|                                                  |           |                                     |
| Runge 10’ Montelett 35’ Müller 51’ Nabrotzki 79’ | Marcatori | 39’ Wieczorkowski 65’, 75’ Hrubesch |

| Arbitro: | Pauly |

|          |           |  |
| Mill 53’ | Marcatori |  |

| Arbitro: | Marchefka |

|  |           |              |
|  | Marcatori | 25’ Hrubesch |

| Arbitro: | Kespohl |

|                                      |           |           |
| Mill 12’ Huhse 13’ Hrubesch 18’, 60’ | Marcatori | 26’ Greif |

| Arbitro: | Barnick |

|             |           |                       |
| Schmitz 37’ | Marcatori | 23’ Mill 33’ Hrubesch |

| Arbitro: | Kopka |

|                              |           |  |
| Hrubesch 38’ (rig.) Mill 81’ | Marcatori |  |

### Coppa di Germania
| Arbitro: | Stäglich |

|                             |           |                        |
| Ehmke 18’, 85’ Sperlich 32’ | Marcatori | 67’ Stetter 82’ Jordan |

| Arbitro: | Ochsenreiter |

|           |           |                             |
| Reiff 74’ | Marcatori | 23’ Patzke 55’ (aut.) Raach |

| Arbitro: | Frickel |

|                                                     |           |           |
| Szymanek 38’, 82’ Brei 41’ (rig.) Hickersberger 53’ | Marcatori | 69’ Ehmke |

## Statistiche

### Statistiche di squadra
| Competizione      | Punti | In casa | In casa | In casa | In casa | In casa | In casa | In trasferta | In trasferta | In trasferta | In trasferta | In trasferta | In trasferta | Totale | Totale | Totale | Totale | Totale | Totale | DR  |
| Competizione      | Punti | G       | V       | N       | P       | Gf      | Gs      | G            | V            | N            | P            | Gf           | Gs           | G      | V      | N      | P      | Gf     | Gs     | DR  |
| ----------------- | ----- | ------- | ------- | ------- | ------- | ------- | ------- | ------------ | ------------ | ------------ | ------------ | ------------ | ------------ | ------ | ------ | ------ | ------ | ------ | ------ | --- |
| 2. Bundesliga     | 50    | 19      | 16      | 2       | 1       | 59      | 19      | 19           | 5            | 6            | 8            | 23           | 30           | 38     | 21     | 8      | 9      | 82     | 49     | +33 |
| Coppa di Germania | -     | 1       | 1       | 0       | 0       | 3       | 2       | 2            | 1            | 0            | 1            | 3            | 5            | 3      | 2      | 0      | 1      | 6      | 7      | -1  |
| Totale            | 50    | 20      | 17      | 2       | 1       | 62      | 21      | 21           | 6            | 6            | 9            | 26           | 35           | 41     | 23     | 8      | 10     | 88     | 56     | +32 |

### Andamento in campionato
| Giornata  | 1 | 2 | 3 | 4 | 5 | 6 | 7 | 8 | 9 | 10 | 11 | 12 | 13 | 14 | 15 | 16 | 17 | 18 | 19 | 20 | 21 | 22 | 23 | 24 | 25 | 26 | 27 | 28 | 29 | 30 | 31 | 32 | 33 | 34 | 35 | 36 | 37 | 38 |
| --------- | - | - | - | - | - | - | - | - | - | -- | -- | -- | -- | -- | -- | -- | -- | -- | -- | -- | -- | -- | -- | -- | -- | -- | -- | -- | -- | -- | -- | -- | -- | -- | -- | -- | -- | -- |
| Luogo     | C | T | C | T | C | T | C | T | C | T  | C  | T  | T  | C  | T  | C  | T  | C  | T  | T  | C  | T  | C  | T  | C  | T  | C  | T  | C  | T  | C  | C  | T  | C  | T  | C  | T  | C  |
| Risultato | N | V | V | P | V | P | V | P | V | V  | V  | N  | N  | V  | P  | V  | N  | V  | N  | P  | V  | N  | P  | N  | N  | P  | V  | V  | V  | P  | V  | V  | P  | V  | V  | V  | V  | V  |
| Posizione | 7 | 4 | 1 | 4 | 3 | 6 | 3 | 7 | 4 | 3  | 2  | 3  | 2  | 2  | 2  | 2  | 2  | 2  | 2  | 2  | 2  | 3  | 4  | 4  | 3  | 4  | 4  | 4  | 3  | 4  | 4  | 4  | 4  | 4  | 4  | 3  | 2  | 2  |

Legenda:

Luogo: C = Casa; T = Trasferta. Risultato: V = Vittoria; N = Pareggio; P = Sconfitta.

### Statistiche dei giocatori
| Giocatore             | 2. Bundesliga | 2. Bundesliga | 2. Bundesliga | 2. Bundesliga | Relegation Bundesliga | Relegation Bundesliga | Relegation Bundesliga | Relegation Bundesliga | Coppa di Germania | Coppa di Germania | Coppa di Germania | Coppa di Germania | Totale   | Totale | Totale      | Totale     |
| Giocatore             | Presenze      | Reti          | Ammonizioni   | Espulsioni    | Presenze              | Reti                  | Ammonizioni           | Espulsioni            | Presenze          | Reti              | Ammonizioni       | Espulsioni        | Presenze | Reti   | Ammonizioni | Espulsioni |
| --------------------- | ------------- | ------------- | ------------- | ------------- | --------------------- | --------------------- | --------------------- | --------------------- | ----------------- | ----------------- | ----------------- | ----------------- | -------- | ------ | ----------- | ---------- |
| E. Berlau-Kirschstein | 12            | 0             | 2             | 0             | 0                     | 0                     | 0                     | 0                     | 0                 | 0                 | 0                 | 0                 | 12       | 0      | 2           | 0          |
| H. Blasey             | 36            | 0             | 0             | 0             | 2                     | 0                     | 0                     | 0                     | 3                 | 0                 | 0                 | 0                 | 41       | 0      | 0           | 0          |
| S. Bönighausen        | 33            | 4             | 3             | 1             | 1                     | 0                     | 0                     | 0                     | 3                 | 0                 | 1                 | 0                 | 37       | 4      | 4           | 1          |
| H. Dörre              | 11            | 2             | 2             | 0             | 2                     | 0                     | 0                     | 0                     | 0                 | 0                 | 0                 | 0                 | 13       | 2      | 2           | 0          |
| P. Ehmke              | 34            | 3             | 1             | 0             | 2                     | 1                     | 0                     | 0                     | 3                 | 3                 | 0                 | 0                 | 39       | 7      | 1           | 0          |
| G. Fürhoff            | 38            | 3             | 4             | 0             | 2                     | 0                     | 1                     | 0                     | 3                 | 0                 | 0                 | 0                 | 43       | 3      | 5           | 0          |
| J. Horváth            | 14            | 0             | 4             | 0             | 0                     | 0                     | 0                     | 0                     | 2                 | 0                 | 0                 | 0                 | 16       | 0      | 4           | 0          |
| H. Hrubesch           | 35            | 41            | 5             | 0             | 2                     | 1                     | 2                     | 0                     | 2                 | 0                 | 1                 | 0                 | 39       | 42     | 8           | 0          |
| H. Huhse              | 38            | 1             | 2             | 0             | 1                     | 0                     | 1                     | 1                     | 3                 | 0                 | 0                 | 0                 | 42       | 1      | 3           | 1          |
| J. Kaminsky           | 11            | 0             | 0             | 0             | 2                     | 0                     | 0                     | 0                     | 0                 | 0                 | 0                 | 0                 | 13       | 0      | 0           | 0          |
| D. Klinger            | 18            | 1             | 3             | 0             | 2                     | 0                     | 0                     | 0                     | 0                 | 0                 | 0                 | 0                 | 20       | 1      | 3           | 0          |
| H. Krostina           | 1             | 0             | 0             | 0             | 0                     | 0                     | 0                     | 0                     | 0                 | 0                 | 0                 | 0                 | 1        | 0      | 0           | 0          |
| H. Martens            | 33            | 1             | 2             | 0             | 2                     | 0                     | 0                     | 0                     | 3                 | 0                 | 0                 | 0                 | 38       | 1      | 2           | 0          |
| F. Mill               | 29            | 12            | 3             | 1             | 2                     | 0                     | 0                     | 0                     | 3                 | 0                 | 0                 | 0                 | 34       | 12     | 3           | 1          |
| H. Neues              | 14            | 0             | 1             | 0             | 0                     | 0                     | 0                     | 0                     | 3                 | 0                 | 0                 | 0                 | 17       | 0      | 1           | 0          |
| W. Patzke             | 23            | 0             | 1             | 0             | 2                     | 0                     | 0                     | 0                     | 2                 | 1                 | 0                 | 0                 | 27       | 1      | 1           | 0          |
| H. Sperlich           | 33            | 8             | 0             | 0             | 2                     | 0                     | 1                     | 0                     | 3                 | 1                 | 0                 | 0                 | 38       | 9      | 1           | 0          |
| R. Spott              | 3             | 0             | 0             | 0             | 0                     | 0                     | 0                     | 0                     | 0                 | 0                 | 0                 | 0                 | 3        | 0      | 0           | 0          |
| G. Wieczorkowski      | 34            | 5             | 8             | 0             | 0                     | 0                     | 0                     | 0                     | 3                 | 0                 | 0                 | 0                 | 37       | 5      | 8           | 0          |
| D. Wiemers            | 14            | 0             | 0             | 0             | 2                     | 0                     | 1                     | 0                     | 0                 | 0                 | 0                 | 0                 | 16       | 0      | 1           | 0          |
| G. Wörmer             | 5             | 0             | 0             | 0             | 0                     | 0                     | 0                     | 0                     | 0                 | 0                 | 0                 | 0                 | 5        | 0      | 0           | 0          |
| A. de Nul             | 7             | 1             | 0             | 0             | 0                     | 0                     | 0                     | 0                     | 1                 | 0                 | 0                 | 0                 | 8        | 1      | 0           | 0          |